# Cyperus drakensbergensis
Cyperus drakensbergensis är en halvgräsart som först beskrevs av Pieter Johannes Vorster, och fick sitt nu gällande namn av Rafaël Herman Anna Govaerts. Cyperus drakensbergensis ingår i släktet papyrusar, och familjen halvgräs.
Artens utbredningsområde är KwaZulu-Natal. Inga underarter finns listade i Catalogue of Life.